# Алиев, Нариман Магомедович
Нариман Магомедович Алиев (9 мая 1939, Леваши, Дагестанская АССР — 10 февраля 2025) — советский и российский актёр театра и кино. Работал в Даргинском драматическом театре имени О. Батырая. Народный артист Дагестанской АССР (1989). Заслуженный артист Российской Федерации (2007).

## Биография
Является выпускником Ереванского художественно-театрального института, где учился в даргинской студии. В 1969 году окончил также режиссёрский факультет Ереванского института. Внёс существенный вклад в формирование и становление Даргинского драматического театра имени О. Батырая. Воплотил более ста разнохарактерных образов в классических и современных произведениях, поставил около 50 спектаклей разных жанров. Также режиссёр-постановщик, на сцене Даргинского театра поставил комедийный спектакль «Звездочёт» по пьесе Джора Худайбердыева.
Умер 10 февраля 2025 года в возрасте 85 лет.

## Избранные театральные роли
- «Отелло» (У. Шекспир) — Кассио
- «Проделки Скапена» (Мольер) — Скапен
- «Забыть Герострата!» (Г. Горин) — Человек театра
- «Бэла» (М. Лермонтов) — Азамат
- «Горянка» (Р. Гамзатов) — Лабазан
- «Предложение» (А. П. Чехов) — Лобов
- «Медведь» (А. П. Чехов) — Лука
- «Алибег Багатыров» (Г. Наврузов) — Алибег Багатыров

## Фильмография
- 2022 — Приключения маленького Бахи — эпизод

## Звания и награды
- Заслуженный артист Дагестанской АССР (1965).
- Медаль «За трудовую доблесть» (1970).
- Республиканская премия Дагестанской АССР им. Г. Цадасы (1976).
- Народный артист Дагестанской АССР (1989).
- Заслуженный артист Российской Федерации (2007).